# Barea consignatella
Barea consignatella là một loài bướm đêm thuộc họ Oecophoridae. Nó được tìm thấy ở Úc và New Zealand. Nó có màu nâu và các chấm màu xám hơi nâu.

## Hình ảnh

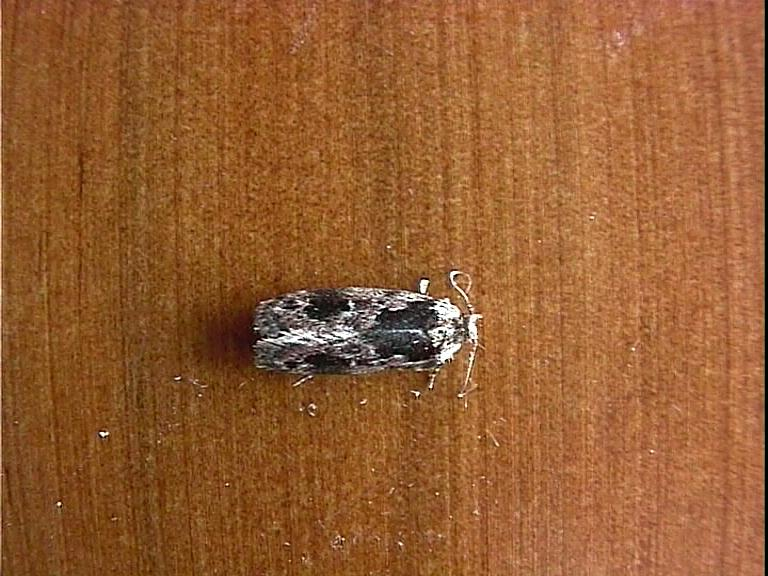
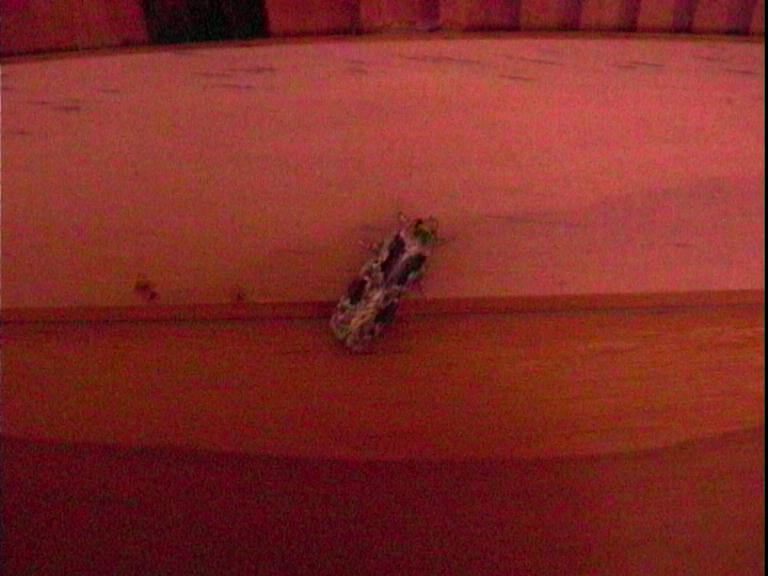